# Atrophaneura varuna
Atrophaneura varuna là một loài bướm ngày thuộc họ Papilionidae. Loài này phân bố ở Đông Nepal, phía bắc Ấn Độ (từ Kumaon đến Sikkim), Myanma, Thái Lan, phía bắc Lào, phía Bắc Việt Nam và bán đảo Malaysia.
Sải cánh dài 88–136 mm.

## Phân loài
Loài này có các phân loài sau:
- A. varuna astorion (Westwood) 1842 và được tìm thấy ở Kumaon đến Tavoy.
- A. varuna varuna (White) ở Mergui đến nam Myanma và hiếm.

## Hình ảnh

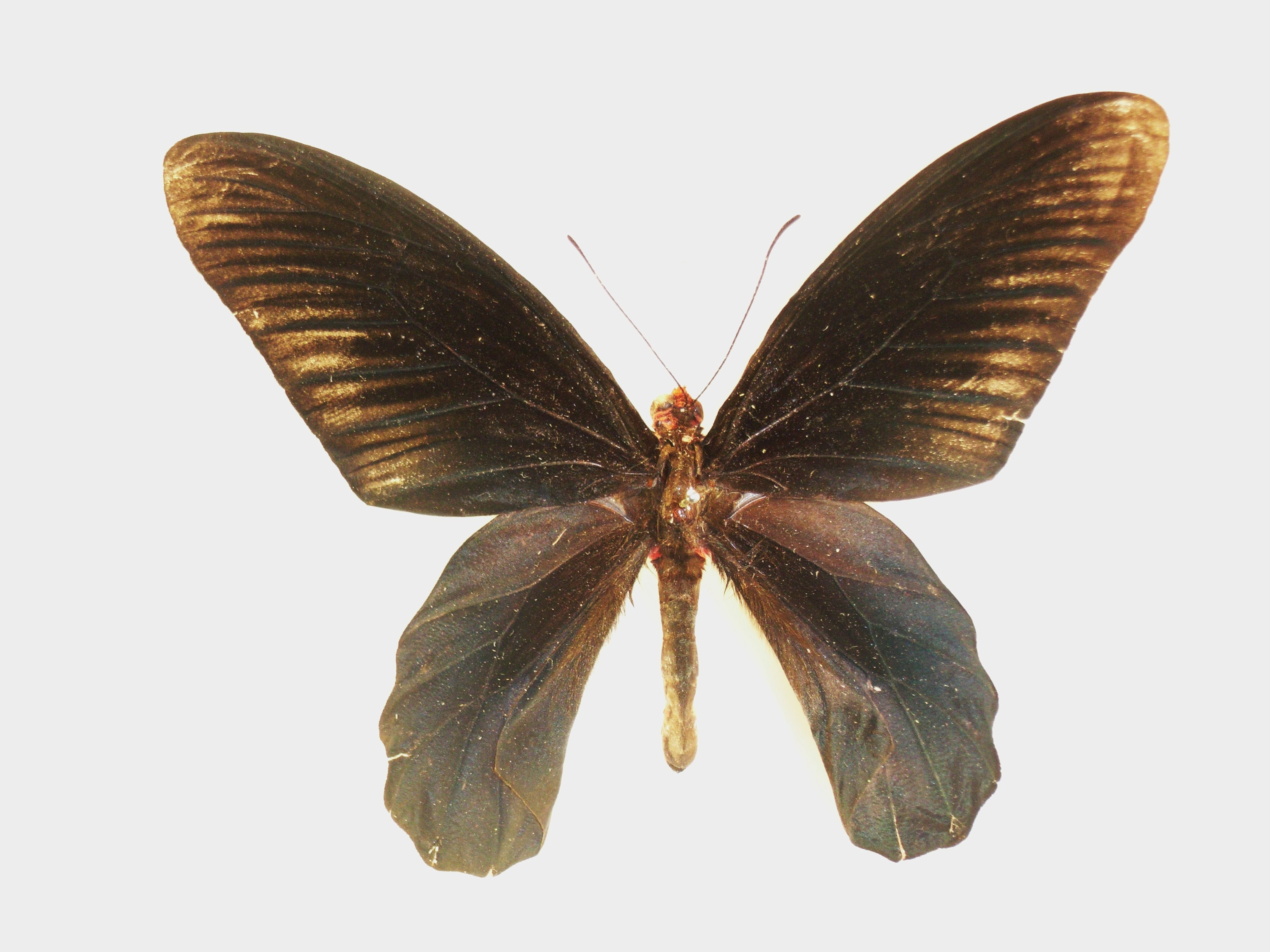
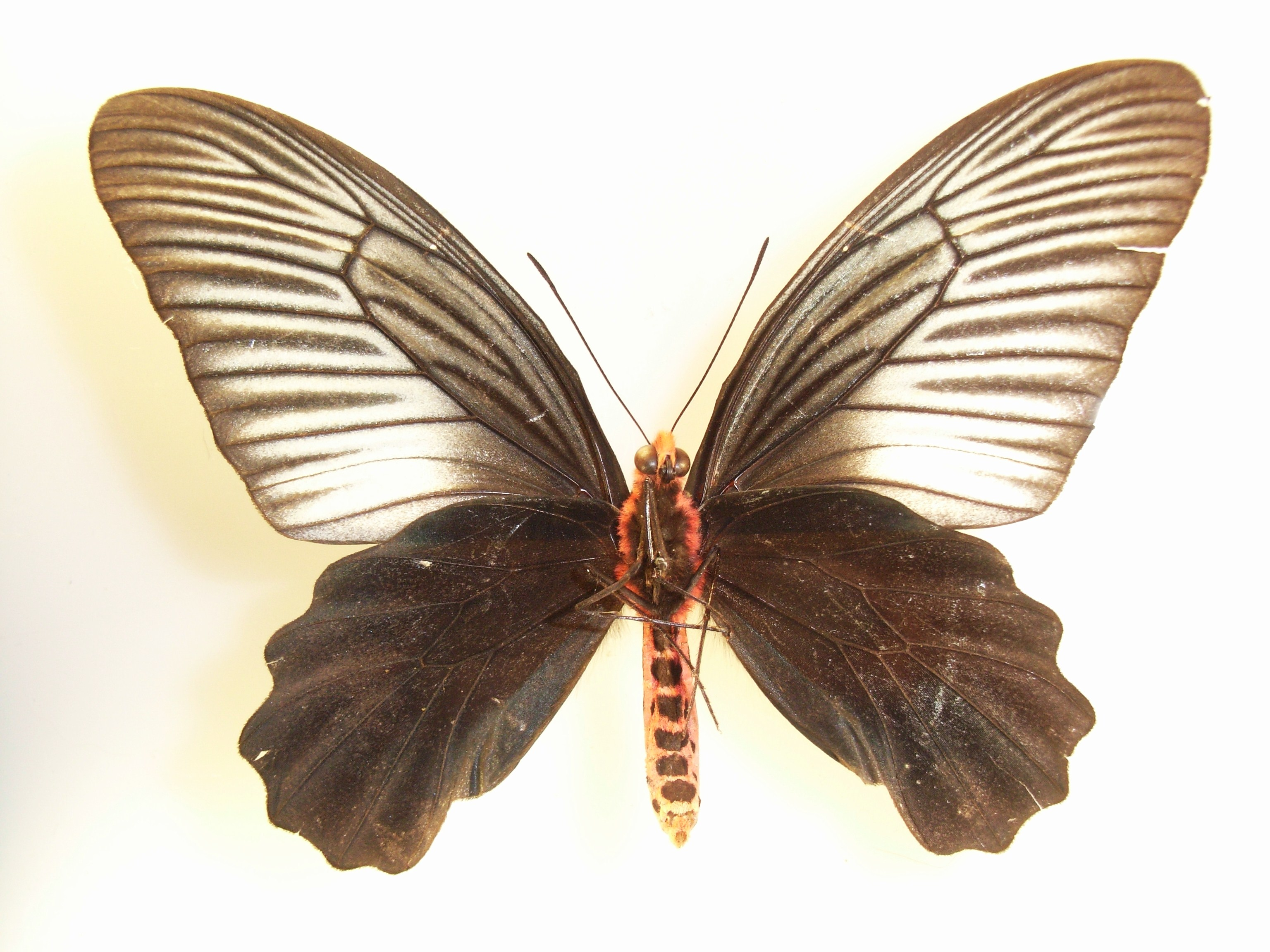
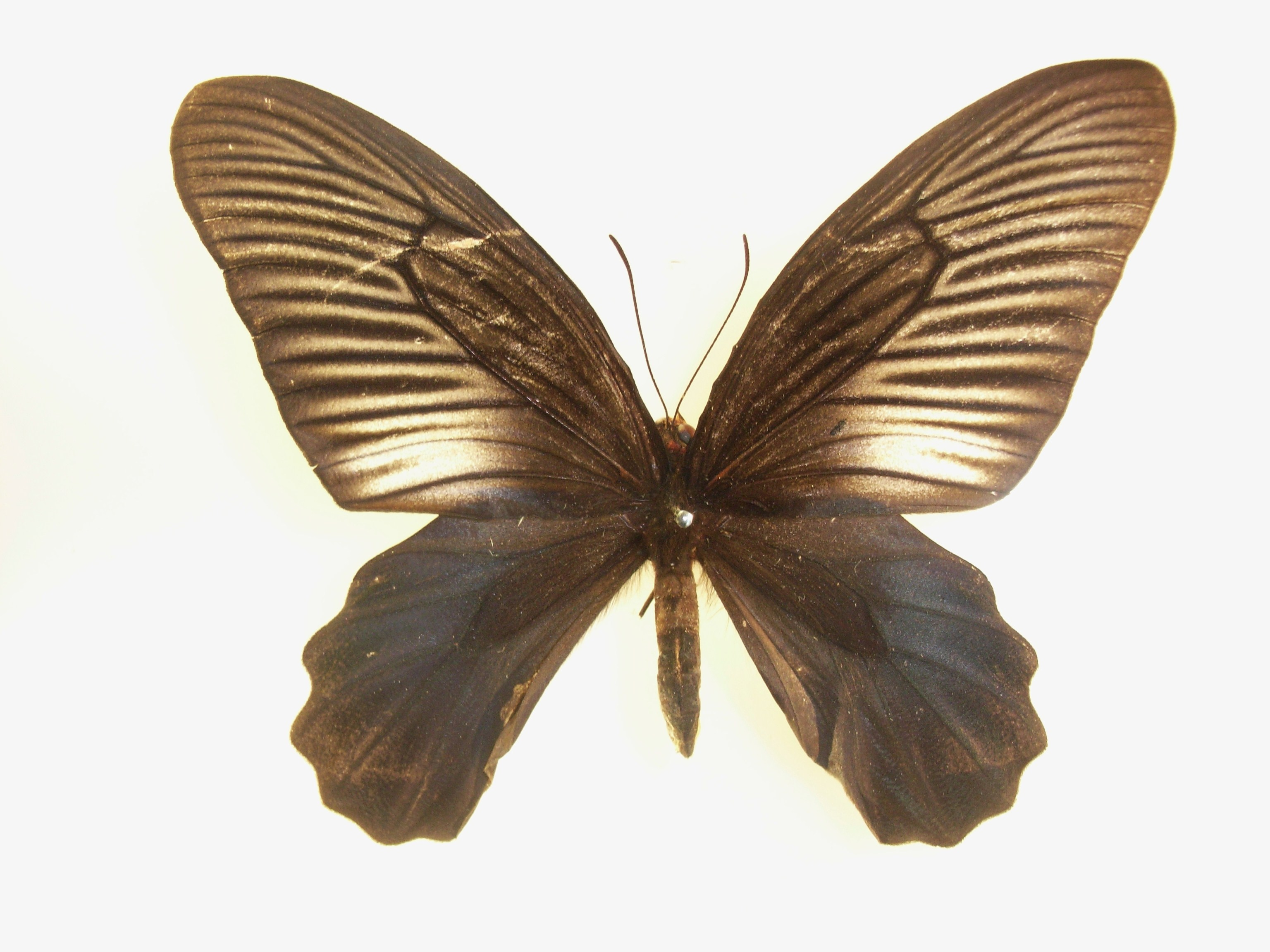